# Justicieae
Tribu
Les Justicieae sont une tribu de plantes à fleurs de la famille des Acanthaceae et de la sous-famille des Acanthoideae.
Le genre type de la tribu est Justicia.

## Liste des sous-taxons
Sous-tribus:
- Graptophyllinae – Isoglossinae – Justiciinae – Monotheciinae – Tetrameriinae

## Publication originale
- Dumortier, B.-C. 1829. Analyse des Familles de Plantes: avec l'indication des principaux genres qui s'y rattachent. 104 pp., Tournay, J. Casterman.